# 浍河 (汾河)
浍河，位于中华人民共和国山西省西南部的一条河流，为汾河左岸支流。上游有南北两支，主源为北支滑家河，发源于浮山县中南部天坛镇湾子里村委会埝里村以西，蜿蜒向西流至米家垣乡熬圪塔村火石坡转西南流，与南支浇底河汇于翼城县北部小河口水库，出库后继续向西南，流经翼城县城唐兴镇、绛县大交镇、曲沃县南部、侯马市南部及新绛县横桥镇等地，于新绛县城西南郊新纺社区对岸汇入汾河。河长118千米，流域面积2060平方千米，河道平均比降4.4‰。年均径流量9080万立方米（河云水文站）。